# Disonora il padre
Disonora il padre è un romanzo di Enzo Biagi, pubblicato nel 1975.
Nel 1978 ne è stata tratta una versione televisiva per la regia di Sandro Bolchi, con Martine Brochard, Stefano Patrizi, Isa Miranda e Quinto Parmeggiani.

## Trama
(Montale)
(Camus, La caduta)
(Lc, 24-29)
(E. Biagi)
Il romanzo parzialmente autobiografico, prende le mosse dall'Italia povera e contadina dei primi decenni del XX secolo.
Scritto in prima persona, è la storia di un giovane nato a Pianaccio sull'Appennino tosco-emiliano da un padre che lavora in una fabbrica a Bologna e da una madre che ha un parente avvocato, fascista, che sta a Roma ed è molto prossimo a Benito Mussolini. 
Frequentate con profitto le scuole, allo scoppio della seconda guerra mondiale il protagonista diventa giornalista praticante presso il Resto del Carlino di Bologna. 
L'8 settembre, per sfuggire alla coscrizione della Repubblica Sociale, si unisce alle formazioni di Giustizia e Libertà. Nel dopoguerra è caporedattore del Resto del Carlino a Bologna, ha due figli dei quali non condivide la passione politica, e l'hobby della filatelia.

## Edizioni
- Enzo Biagi, Disonora il padre, Milano, Rizzoli, 1975.
- Enzo Biagi, Disonora il padre, introduzione di Lorenzo Mondo, Milano, Rizzoli, 1975.
- Enzo Biagi, Disonora il padre, introduzione di Lorenzo Mondo, Milano, Biblioteca universale Rizzoli, 1977.
- Enzo Biagi, Disonora il padre, edizione scolastica a cura di Marco Ariani, Firenze, Sansoni, 1979.
- Enzo Biagi, Disonora il padre, Milano, Mondadori; Novara, De Agostini, 1985,
- Enzo Biagi, Disonora il padre, prefazione [di] Aldo Grasso, Milano, Corriere della Sera, 2003.